# 790

## Nașteri
- dată necunoscută: Papa Leon al IV-lea  (d. 855)
- dată necunoscută: Papa Sergiu al II-lea  (d. 847)
- dată necunoscută: Otfried von Weissenburg  (d. 875)
- dată necunoscută: Poppo de Grapfeld nobil francon, conte de Saalgau (d. 840)

## Decese
- 1 noiembrie: Al-Farahidi  (n. 718)